# Spongilla wagneri
Spongilla wagneri är en svampdjursart som beskrevs av Thomas Henry Potts 1889. Spongilla wagneri ingår i släktet Spongilla och familjen Spongillidae.
Artens utbredningsområde är havet utanför USA. Inga underarter finns listade i Catalogue of Life.